# Ernst Vettori
Ernst Vettori, avstrijski smučarski skakalec, * 25. junij 1964, Absam, Tirolska, Avstrija.
Ernst Vettori je dvakratni zmagovalec prestižne Novoletne turneje iz sezon 1985/86 in 1986/87. Na olimpijskih igrah v Albertvillu leta 1992 je osvojil zlato medaljo in ekipno srebrno na mali skakalnici.
Na svetovnih prvenstvih je osvojil pet medalj: ekipno zlato na veliki napravi leta 1991, ekipno srebro (velika naprava) leta 1985 in tri brone (posamično, velika naprava 1987 in ekipno, velika naprava 1987, 1993)
Sedaj je tržni direktor pri avstrijski smučarski zvezi.

## Dosežki

### Zmage
Vettori je v svetovnem pokalu dosegel 15 zmag:
| Sezona  | Država/Prizorišče |
| ------- | ----------------- |
| 1984/85 | Oberstdorf        |
| 1984/85 | St. Moritz        |
| 1985/86 | Bischofshofen     |
| 1985/86 | Oberwiesenthal    |
| 1985/86 | Gstaad            |
| 1985/86 | Oslo              |
| 1985/86 | Planica           |
| 1986/87 | Lake Placid       |
| 1986/87 | Oberwiesenthal    |
| 1987/88 | Gallio            |
| 1989/90 | Lake Placid       |
| 1989/90 | Saporo            |
| 1990/91 | Oslo              |
| 1990/91 | Thunder Bay       |
| 1991/92 | Örnsköldsvik      |